# Hammurabi
Hammurabi (babyloniska Hammurabi eller Ammurapi) var kung i Babylon (nuvarande Irak), troligen mellan cirka 1792 och 1750 f.Kr. Han efterträdde sin far, kung Sin-muballit. Under början av sin regeringstid var han en av många mindre kungar som härskade över delar av det som senare blev Babylonien. Efter cirka 30 år av sin regeringstid lyckades han med hjälp av allianser och krig på relativt kort tid erövra Larsa och alla andra kungariken i Sumer och dessutom även Mari i nordväst samt städer i Assyrien. I och med det blev Babylon ett viktigt centrum.

## Erövringar

Babylon med omgivningar.

Hammurabi var en Amoritisk konung av stadsstaten Babylon och ärvde tronen efter att hans far Sin-Muballit abdikerade 1792 f.Kr. på grund av sviktande hälsa. Babylonien var en av många av amoriter styrda stadsstater som låg i den mellersta och södra Mesopotamiska flodslätten och dessa stred ofta med varandra om kontroll över bördiga områden. Babylon som blivit självständigt 1894 f.Kr. hade fram tills Sin-Muballits tid endast varit en mindre stadsstat med kontroll över sitt direkta närområde medan det överskuggats av äldre och större riken såsom Elam, Assyrien, Isin, Eshnunna och Larsa. Dock hade Sin-Muballit expanderat riket något genom att erövra Borsippa, Kish och Sippar.
Situationen var dock komplex för Babylon. I norr kontrollerade Eshunna övre Tigrisfloden och Larsa hade under kung Rim-sin kommit att dominera floddeltat till söder. I öst låg Elam som kontinuerligt invaderade Mesopotamien och krävde tribut av de mindre stadsstaterna. Längre upp i norra Mesopotamien sträckte det Assyriska riket ut sig och de hade utöver redan etablerade kolonier i Anatolien brett ut sig under kung Shamshi-Adad I och erövrat delar av Levanten samt delar av mellersta Mesopotamien. Kung Shamshi-Adad I hade dock nyligen avlidit och det Assyriska riket var för tillfället ostabilt och involverat i ett krig mot Yamhad och Mari.
År 1801 f.Kr. invaderade elamiterna Eshunna och tillsammans med några allierade stadsstater i mellersta Mesopotamien lyckades de krossa riket. De tillsatte sedan en egen härskare och utvidgade sitt territorium i flodslätten. Detta var första gången elamiter intagit Mesopotamiens mellersta flodslätt. 
Hammurabis första år vid tronen var dock fredliga och han använde tiden för att förbättra stadens murar samt bygga ut templen. Viktigt för både Babylon och Hammurabi var att kunna kontrollera floden Eufrats vatten för att säkra bevattningen av sina jordbruksområden. Eftersom Larsa låg nedströms Babylon ledde detta till konflikter med Larsa. Kung Rim-Sin av Larsa erövrade Isin samma år som Hammurabi efterträdde sin far 1792 f.Kr. Isin hade varit en buffert mellan deras respektive riken.
1782 f.Kr. skall Hammurabi ha erövrat Uruk och Isin av Rim-Sin. Efter det riktade han sin energi mot nordväst och öst och han såg till att befästa gränsen mot norr. 1764 hotade Ashur, Eshnunna och Elam att blockera Hammurabis metallförsörjning från Iran och 1763 f.Kr. tros Hammurabi ha tagit initiativet till att återuppta konflikten med Rim-Sin av Larsa. En ursäkt kan ha varit att Rim-Sin inte sänt utlovade trupper för att hjälpa Babylon i dess krig mot Elam. Hammurabi lät göra fördämningar i Eufrat där han antingen höll inne på vattnet och orsakade torka nedströms, eller orsakade flodvågor. Den slutgiltiga belägringen av Larsa pågick i flera månader.
1762 f.Kr. började strider med makterna i öster och 1761 f.Kr. vände han sig emot sin tidigare allierade Mari. Mari och Yamhad hade under Hammurabis krig mot Larsa och Elam skickat en stor mängd soldater till hjälp vilket i sin tur lett till oro och uppror i Mari. En konflikt om vilket rike som hade makten över staden Heet verkar ha legat till grunden för Maris och Babylons konflikt och den hade pyrt i flera år innan den slutligen utbröt i fullskaligt krig. Babylon invaderade Mari och besegrade dess armé vid ett slag där Maris kung Zimri-Lim dräptes. Efter det intogs staden Mari med svepskälet att Hammurabi tänkte krossa de uppror som brutit ut i riket. Staden verkar ha erövrats utan strid och skadades inte. 1759 f.Kr. skedde dock ett nytt uppror i Mari, denna gång mot den babylonska ockupationen. Hammurabi reagerade snabbt och intog staden igen. Denna gång brändes staden ned vilket resulterade i Maris slutliga undergång som stadsstat. Yamhad bröt alliansen med Babylon efter Maris fall men det blev aldrig något krig mellan de två rikena. Vid 1757 f.Kr. inleddes nya fälttåg österut som ledde till att Eshnunna förstördes genom att Eufrats vatten fördämdes.
Efter Eshunna påbörjades ett långdraget krig med Assyrien under kung Ishme-Dagan I. Båda rikena använde sig av allierade för att få övertaget men Hammurabi kom till slut segrande ur kriget strax innan Ishme-Dagan I:s död. Ishme-Dagan I:s son Mut-Ashkur tvingades sedan betala tribut till Babylon. Hammurabi hade nu under sitt liv lyckats erövra nästan hela Mesopotamien med undantag av Assyrien som var en tributstat. Av de gamla mäktiga stadsstaterna fanns enbart Yamhad och Quatna som båda låg i Levanten kvar som självständiga. En stele där Hammurabi beskrivs som amoriternas konung har hittats så långt norr som Diyarbekir i nuvarande sydöstra Turkiet.
Under sina två sista levnadsår rustade Hammurabi upp Babyloniens försvarsanläggningar.  Han kom att efterträdas av sin son Samsu-iluna och under honom kom det Babyloniska imperiet att påbörja sin kollaps.

## Administration
Under Hammurabis styre utvecklades den lilla stadsstaten Babylon till ett stort rike, Babylonien, vilket innebar stora förändringar i riket. Hammurabi var personligen engagerad i rikets administration  bland annat genom de lagar som nu är kända som Hammurabis lagar. Babyloniens administration blev inte effektiv under hans styre och det kan vara ett av skälen till att den föll samman efter hans död 

## Hammurabis lagar

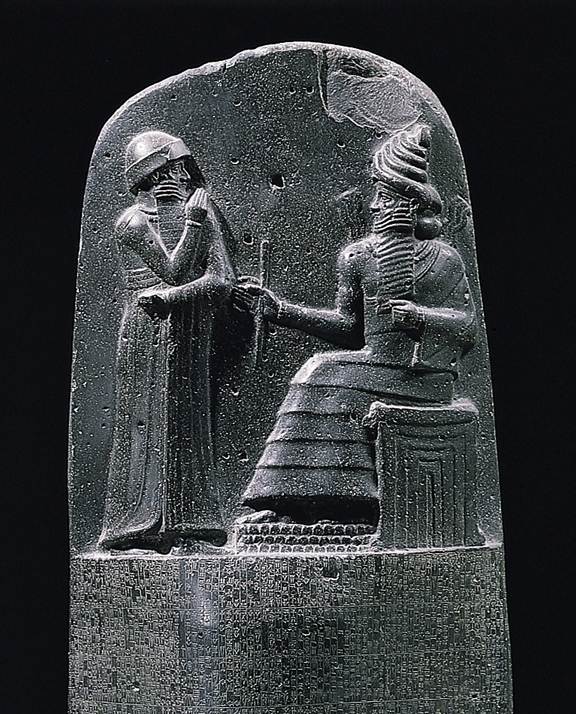
Övre delen av stentavlan med Hammurabis lagar.

Hammurabi är ryktbar först och främst för Hammurabis lagar som är bevarade på en cirka 2,25 m hög stele och som nu står på Louvren i Paris. Samma lagar finns också bevarade på ett flertal lertavlor. Lagarna består av en inledning, sedan cirka 282 paragrafer och en avslutning.

## Familj
Hammurabi var av amoritisk släkt och den sjätte kungen av sin dynasti. Hans far och företrädare var kung Sin-Muballit. Han hade en syster, Iltani, och en son, Samsu-Ilun, som efterträdde honom vid hans död.

## Utmärkelser
Asteroiden 7207 Hammurabi är uppkallad efter honom.